# Beaten to Death
Beaten to Death, norveški grindcore sastav iz Osla.

## Povijest sastava
Sastav su 2010. godine u Oslu osnovali gitaristi Martin Rygge i Tommy Hjelm (obojica članovi sastava Insense), bubnjar Christian Svendsen, basist Mika Martinussen te pjevač Anders Bakke. Potpisuju za lokalnu diskografsku kuću Mas-Kina Recordings te 2011. objavljuju svoj prvi studijski album Xes and Strokes, za koju su snimili spotove za naslovnu pjesmu te pjesme "Winston Churchill" i "Pointless Testament". Godinu kasnije objavljuju koncertni videoalbum At Rockfeller sniman na koncertu na kojem su nastupili kao predgrupa američkom metalcore sastavu Killswitch Engage. Godine 2013. objavlju drugi studijski album Dødsfest! koji je na drugoj stani sadržavao i kompletan prvi album. Svoj treći album Unplugged objavljuju 2015. te snimaju spotove za pjesme "I Keep Stalling", "Home of Phobia" te "Don't You Dare to Call Us Heavy Metal". Sva tri albuma su snimili uživo u svojoj sobi za probe, bez dodatnog uređivanja. Zasada posljednji album Laat maar, ik verhuis naar het bos samostalno su objavili 2020. godine.

## Postava sastava
- Mika Martinussen - bas-gitara
- Anders Bakke - vokal
- Christian Håpnes Svendsen - bubnjevi
- Tommy Hjelm - gitara
- Martin Rygge - gitara

## Diskografija
Studijski albumi
- Xes and Strokes (2011.)
- Dødsfest! (2013.)
- Unplugged (2015.)
- Agronomicon (2018.)
- Laat maar, ik verhuis naar het bos (2020.)

## Vanjske poveznice
- Službena Facebook stranica